# Rhizomyinae
Rhizomyinae (лат.) — подсемейство живущих в Юго-Восточной Азии грызунов из семейства слепышовых (Spalacidae).
Все представители подсемейства довольно неуклюжие, с короткими лапами и живут преимущественно под землёй. Их резцы очень большие. Из-за особенностей челюстей и структуры зубов их ранее определяли в семейство землекоповых (Bathyergidae), то есть в подотряд дикобразообразных. Сегодня большинство зоологов исходит из того, что они относятся к мышеобразным. Вместе со слепышами и цокорами их объединяют в семейство слепышовых.

## Классификация
- Триба Rhizomyini[1]
- Род Бамбуковые крысы (Rhizomys)
  - Седая бамбуковая крыса (Rhizomys pruinosus)
  - Китайская бамбуковая крыса (Rhizomys sinensis)
  - Большая бамбуковая крыса (Rhizomys sumatrensis)
- Род Cannomys
  - Малая бамбуковая крыса (Cannomys badius)
- Триба Tachyoryctini
- Род Кротовые крысы (Tachyoryctes)
  - Анкольская кротовая крыса (Tachyoryctes ankoliae)
  - Мианзинийская кротовая крыса (Tachyoryctes annectens)
  - Абердарская кротовая крыса (Tachyoryctes audax)
  - Кротовая крыса-демон (Tachyoryctes daemon)
  - Tachyoryctes ibeanus
  - Эфиопская кротовая крыса (Tachyoryctes macrocephalus)
  - Наивашская кротовая крыса (Tachyoryctes naivashae)
  - Королевская кротовая крыса (Tachyoryctes rex)
  - Руандийская кротовая крыса (Tachyoryctes ruandae)
  - Кротовая крыса Рудда (Tachyoryctes ruddi)
  - Кенийская кротовая крыса (Tachyoryctes spalacinus)
  - Восточноафриканская кротовая крыса (Tachyoryctes splendens)
  - Tachyoryctes storeyi